# بنجامین نیکولاس ماری آپرت

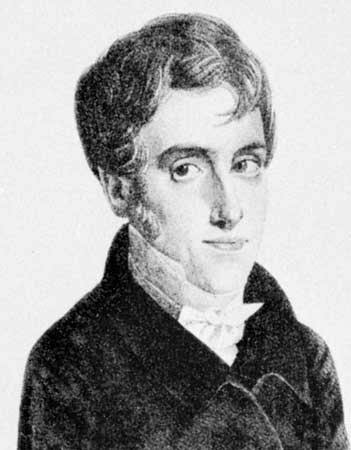
بنجامین نیکلاس ماری آپرت

بنجامین نیکولاس ماری آپرت (۱۰ سپتامبر ۱۷۹۷ – ۱۸۴۷) نیکوکار فرانسوی بود. او بعد از انقلاب ۱۸۳۰ منشی ملکه فرانسه، ماریا آمالیا، شد و نشان لژیون دونور را در یافت کرد.
آپرت، پس از سالها مطالعه و آزمایشهای مختلف در مورد نگهداری اغذیه مختلف به این نتیجه رسید كه تنها در صورت دور نگهداشتن این نوع اغذیه از جریان هوا میتوان آنها را سالم نگهداشت .اولین كارخانه كنسروسازی جهان را خود" آپر" تاسیس كرده بود.
کلمه کنسرو از لغت یونانی«Conservar» به معنی محافظت کردن گرفته شده است. بنابراین می‌توان گفت که هدف از کلمه کنسرو کردن در صنایع غذائی ایجاد شرایطی است که بتوان تحت آن شرایط محصول مورد نظر را برای مدت طولانی نگهداری نمود. در نتیجه از دیدگاه کلی تمامی روش‌های نگهداری مانند استفاده از حرارت، سرما، مواد افزودنی، اشعه و… در واقع نوعی روش کنسرو سازی می‌باشند. اما به علت اینکه در کشور ما از ابتدای کار صنایع قوطی کردن مواد غذائی از کلمه کنسرو استفاده شده است عبارت کنسرو سازی فقط قوطی کردن مواد غذائی را تعریف کرده و در واقع این اصطلاح جانشین کلمه واقعی آن یعنی Caning یا Tining شده است.
تاریخچه کنسرو سازی تاریخچه کنسرو سازی به سال ۱۷۹۰ که دولت فرانسه با کشورهای اروپائی در حال جنگ بود برمی گردد. مشکل طولانی بودن مسافت باعث شده بود که تهیه غذای سالم که بتواند زمان طولانی تا رسیدن به منطقه جنگی را تحمل کند با مشکل روبرو شود. ناپلئون برای حل این مشکل جایزه‌ای به مبلغ ۱۲۰۰۰ فرانک برای کسی که بتواند این مشکل را حل نماید تعیین کرد. این جایزه تشویقی بود تا محققین مختلف برای حل این مشکل روی آورند. اما اکثر این فعالیت‌ها نتیجه رضایت بخشی در بر نداشت. تا اینکه در سال ۱۷۹۸ قناد فرانسوی به نام نیکولاس آپرت که امروز به نام پدر کنسرو سازی معروف است با ابداع روش مناسبی مشکل را حل کرد و موفق به دریافت جایزه گردید. وی دریافت که اگر مواد غذائی را در داخل قوطی سربسته حرارت بدهند و پس از آن هوا به داخل ظرف نفوذ نکند زمان ماندگاری غذا به نحو چشمگیری افزایش می‌یابد. در سال ۱۸۶۰ پاستور دانشمند بزرگ فرانسوی نقش میکرو ارگانیسم‌ها در مورد فساد مواد غذائی را ثابت کرد.
به این ترتیب این صنعت در سایه تلاش‌های خستگی ناپذیر آپرت پا به عرصه ظهور گذاشت و اولین کارخانه کنسرو سازی توسط وی در فرانسه تأسیس شد.